# 마티 멀로이
마틸루 "마티" 멀로이(영어: Martilou "Marti" Malloy, 1986년 6월 23일~)은 미국의 유도 선수로 2012년 하계 올림픽 여자 라이트급 동메달을 획득했다.